# Julia Peterkin
 (juillet 2025).
Si vous disposez d'ouvrages ou d'articles de référence ou si vous connaissez des sites web de qualité traitant du thème abordé ici, merci de compléter l'article en donnant les références utiles à sa vérifiabilité et en les liant à la section « Notes et références ».
Julia Mood Peterkin est une romancière et nouvelliste américaine née le 31 octobre 1880 dans le Comté de Laurens dans l'Etat de la Caroline du Sud et morte le 10 août 1961 à Orangeburg  dans l'Etat de Caroline du Sud. Auteure de plusieurs romans et nouvelles dont le cadre est celui des plantations du Sud des États-Unis, s'intéressant en particulier aux Gullahs, population afro-américaine des îles et plaines côtières de Caroline du Sud et de Géorgie, elle est l'un des rares auteurs blancs à avoir écrit sur l'expérience vécue par les Afro-Américains. Elle a remporté le prix Pulitzer en 1929, pour son roman Scarlet Sister Mary.

## Biographie
Julia Mood naît dans le comté de Laurens, en Caroline du Sud, d'un père médecin. Elle est la troisième des quatre enfants de la famille. Sa mère décède peu après sa naissance. Son père se remarie.
En 1896, à l'âge de 16 ans, elle est diplômée du Converse College (en) de Spartanburg. L'année suivante, elle y obtient un Master of Arts. Elle enseigne à l'école publique de Fort Motte (en), en Caroline du Sud, pendant quelques années avant d'épouser William George Peterkin, en 1903. Son mari possède un vaste domaine appelé Lang Syne Plantation (en), constitué de plantations de coton, près de Fort Motte.
Julia commence à écrire des nouvelles inspirées de la vie quotidienne et de la gestion de la plantation. Décrite comme gracieuse mais audacieuse, elle témoigne d'une personnalité affirmée dans les courriers qu'elle adresse à des personnes qu'elle n'a jamais rencontrées, comme les écrivains Carl Sandburg et Henry Louis Mencken. Elle y joint des extraits de ses écrits sur la culture Gullah de la côte de la Caroline du Sud. Vivant principalement sur la plantation, elle y invite Sandburg, Mencken et d'autres personnalités éminentes.
Carl Sandburg, qui est en Caroline du Nord à moins d'une journée de trajet, lui rend visite. Ce n'est pas le cas de Mencken, mais il devient son agent littéraire au début de sa carrière, peut-être séduit par le caractère persuasif de ses courriers. C'est lui qui la présente à Alfred A. Knopf, qui publie Green Thursday, son premier livre, en 1924.
En plus d'un certain nombre de romans ultérieurs, Julia Peterkin publiera au cours de sa carrière des nouvelles dans des magazines et des journaux. Elle utilise le langage des Gullah dans nombre de ses romans et nouvelles.
Elle remporte le prix Pulitzer du roman en 1929 pour Scarlet Sister Mary, contre l'avis du Dr Richard S. Burton, président du jury, qui privilégie le roman de John Rathbone Oliver (en) Victim and Victor. L'École de journalisme choisit pour sa part le livre de Peterkin. Burton démissionne à la suite du résultat.
Ce roman de Peterkin provoque une certaine controverse dans le Sud. La bibliothèque de la petite ville de Gaffney, en Caroline du Sud, le considère comme obscène et le proscrit. Au contraire, le périodique The Gaffney Ledger (en) le publie dans son intégralité, sous forme de roman-feuilleton.
Julia Peterkin est également actrice, jouant le personnage principal de Hedda Gabler d'Ibsen au Town Theatre (en) à Columbia dans l'Etat de la Caroline du Sud à partir de février 1932.
En 1933, elle est contactée par Caroline Miller, de Géorgie, qui est à la recherche d'un éditeur pour son premier roman, Lamb in His Bosom. Celle-ci espère en effet obtenir son aide. Julia Peterkin transmet à son éditeur le manuscrit de Caroline Miller. En 1933, Harper publie Lamb in His Bosom qui remporte le prix Pulitzer du roman l'année suivante. Il est traduit en français sous le titre Les Saisons et les Jours.

## Héritage
- En 1998, le département d'anglais et de création littéraire  de la Converse University (en) crée le prix Julia-Peterkin pour la poésie, ouvert à tous.

## Œuvres
- (en-US) Green Thursday : Short Stories, New York, Etat de New York, A.A. Knop (réimpr. 1927, 1998) (1re éd. 1924), 188 p. (OCLC 3680874)
- (en-US) Black April, Indianapolis, Indiana, University of Georgia (réimpr. 1972, 1998) (1re éd. 1927), 315 p. (ISBN 9780820319537, OCLC 1290269099)
- (en-US) Scarlet Sister Mary, Indianapolis, Indiana, The Bobbs-Merrill Company (réimpr. 1998, 2024) (1re éd. 1928), 345 p. (OCLC 308299), récompensé par le Prix Pulitzer. Adapté au théâtre, la première ayant lieu à Broadway en 1930, avec Ethel Barrymore.
- (en-US) Bright Skin, Indianapolis, Indiana, The Bobbs-Merrill Company (réimpr. 1941, 1998) (1re éd. 1932), 360 p. (OCLC 308295)
- (en-US) Roll, Jordan, roll. (photogr. Doris Ulmann), New York, R. O. Ballou, 1933, 251 p. (OCLC 1325262992),
- (en-US) A Plantation Christmas, Boston, Massachusetts, Houghton Mifflin Company (réimpr. 1972, 1978) (1re éd. 1934), 25 p. (OCLC 2384044)
- (en-US) Collected Short Stories of Julia Peterkin, Columbia, Caroline du Sud, University of South Carolina Press, 1970, 384 p. (ISBN 9780872491847, OCLC 93111)

## Récompenses
- 1929, Prix Pulitzer du roman pour Scarlet Sister Mary.

### Notices encyclopédiques
- (en-US) James J. Martine (dir.) et Thomas Landess (rédacteur), Dictionnary of Litterary Biography, vol. 9, Detroit, Michigan, Gale Research Co., 1981, 354 p. (ISBN 9780810309319, lire en ligne), p. 280-284,
- (en-US) Lina Mainiero (dir.) et Anne Newman (rédactrice), American Women Writers : A Critical Reference Guide from Colonial Times to the Present, vol. 3 : Li - R, New York, Ungar, coll. « Frederick Ungar book », 1994, 584 p. (lire en ligne), p. 373-374,
- (en-US) John A. Garraty (dir.) et Susan Millar Williams (rédactrice), American National Biography, vol. 17 : Park - Pushmataha, New York, Oxford University Press, 1999, 968 p. (ISBN 9780195127966, lire en ligne), p. 390-391,
- (en-US) Anne Commire (dir.), Deborah Klezmer (dir.) et Kari Bethel (rédactrice), Women in World History, vol. 12 : O-Q, Waterford, Connecticut, Yorkin Publications, 1999, 896 p. (ISBN 9780787640712, lire en ligne), p. 524-525,

### Biographie et essais
- (en-US) Tom Landess, Julia Peterkin, Boston, Massachusetts, Twayne Publishers, coll. « Twayne's United States authors series » (no 273), 1976, 168 p. (ISBN 9780805771732, lire en ligne),

### Articles
- (en-US) « Burton Quits Jury on Pulitzer Award; Chairman of Judges of Fiction Reveals His Request Not to Be Asked to Serve Again », The New York Times,‎ 17 mai 1929 (lire en ligne),
- (en-US) Thomas H. Landess, « The Achievement of Julia Peterkin », The Mississippi Quarterly, vol. 29, no 2,‎ printemps 1976, p. 221-232 (12 pages) (lire en ligne ),
- (en-US) Elizabeth Robeson, « The Ambiguity of Julia Peterkin », The Journal of Southern History, vol. 61, no 4,‎ novembre 1995, p. 761-786 (26 pages) (lire en ligne ),
- (en-US) Priscilla Leder, « Julia Peterkin's Scarlet Sister Mary », The Mississippi Quarterly, vol. 59, nos 1-2,‎ hiver-printemps 2005-2006, p. 65-76 (12 pages) (lire en ligne ),
- (en-US) Susan Millar Williams, « "Something to Feel About": Zora Neale Hurston and Julia Peterkin in African Town », The Mississippi Quarterly, vol. 63, no 2,‎ printemps 2010, p. 291-298 (8 pages) (lire en ligne ),